# أعمال شغب كيريتارو - أطلس
في 5 مارس، خلال مباراة كرة قدم في الدوري المكسيكي الممتاز بين نادي كيريتارو ونادي أطلس، اندلعت أعمال شغب بين المشجعين الذين حضروا المباراة في ملعب كوريخيدورا في المكسيك. أظهر مقطع فيديو نُشر على مواقع التواصل الاجتماعي مجموعات من الرجال يضربون ويركلون ويجلدون ويسحلون الضحايا.
وبحسب وكالة الحماية المدنية بولاية كيريتارو، أصيب 22 رجلاً على الأقل. أفاد ديفيد ميدرانو فيليكس من تلفزيون الأزتيكا عن عدد غير رسمي من القتلى بلغ 17.